# Lectura
La lectura és el procés de comprensió d'algun tipus d'informació o idees emmagatzemades en un suport i transmeses mitjançant algun tipus de codi, usualment un llenguatge, que pot ser visual o tàctil (per exemple, el sistema braille). Altres tipus de lectura poden no estar basats en el llenguatge tals com la notació o els pictogrames.

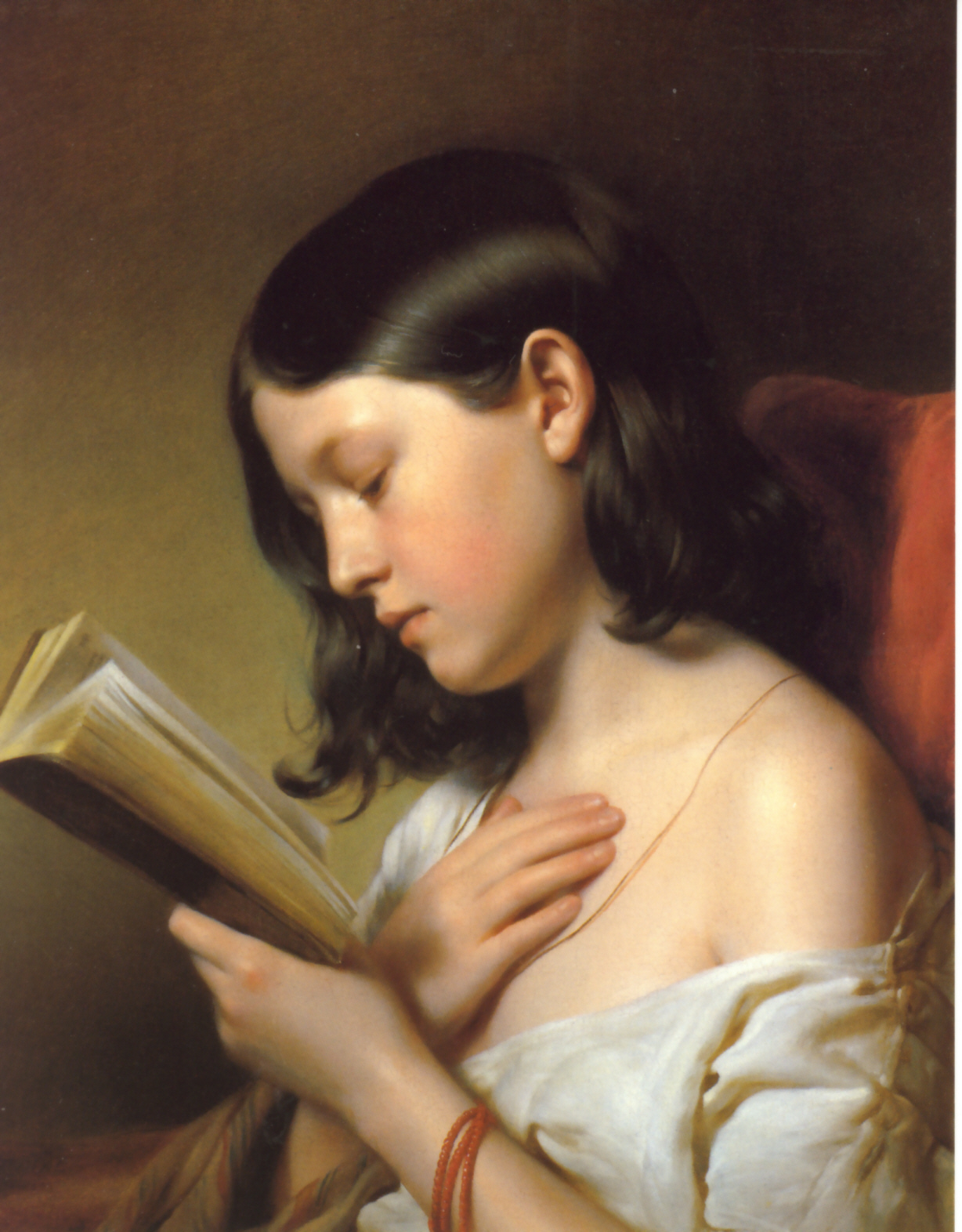
Dona llegint

També podem definir la lectura com l'acte de desxifrar i atorgar sentit a un text escrit. El propòsit pot ser informatiu o de lleure (literatura, per exemple) i pot combinar-se amb altres actes com la visualització d'imatges i altres elements gràfics.
La lectura dramatitzada és un estadi d'interpretació intermedi entre la lectura d'un text i la seva representació escènica.
En una màquina o sistema, s'entén com a lectura el fet que un sensor capti un determinat senyal i l'enviï en forma d'un altre senyal (normalment elèctric o electrònic, però pot ser d'altre tipus), perquè aquest sigui recollit i interpretat per altres elements.

## Alfabetisme

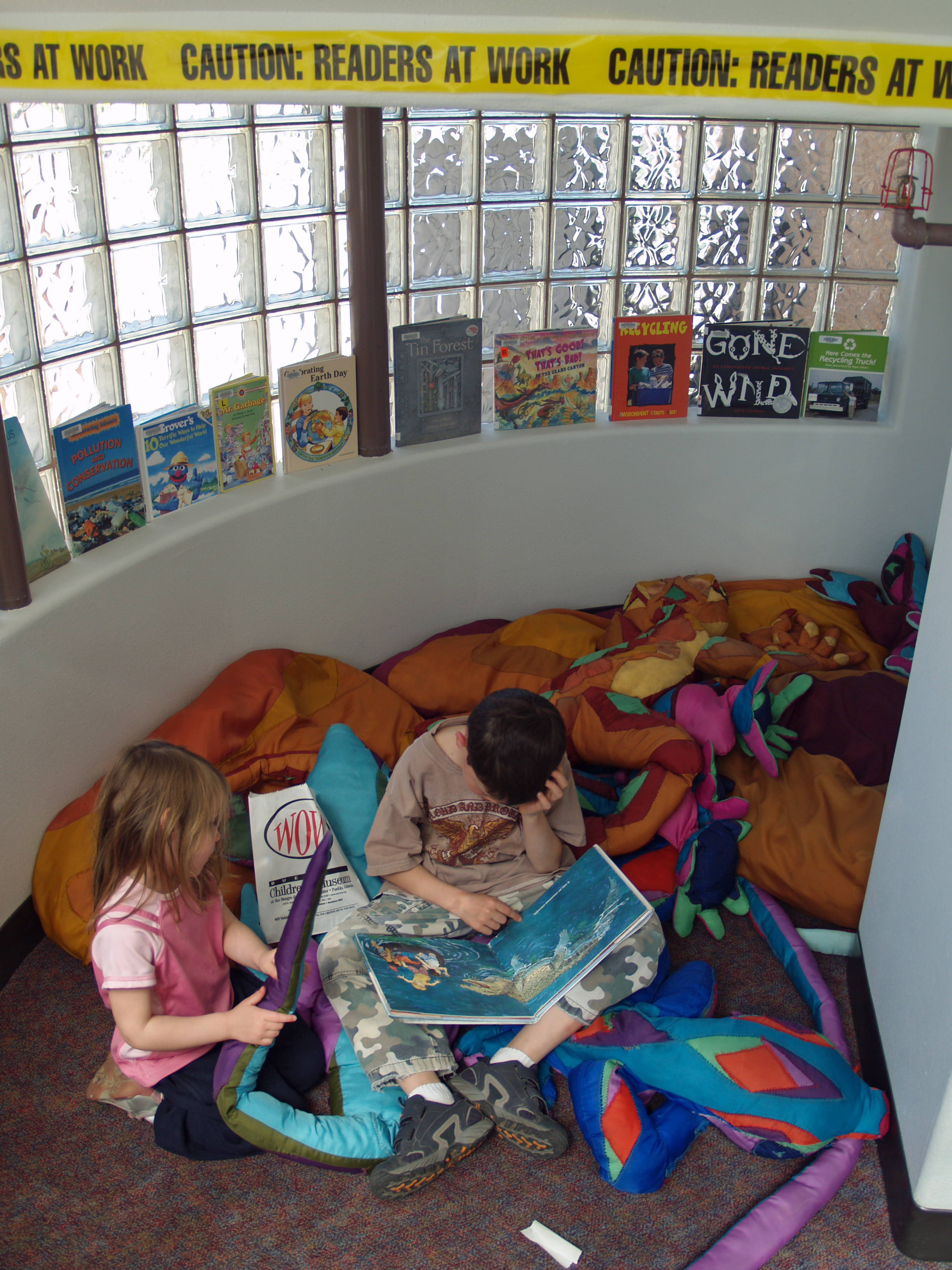
Nens llegint

L'alfabetisme és la capacitat de llegir i un dels objectius primordials per al desenvolupament cultural de la persona. Molts autors distingeixen la simple capacitat de relacionar so i grafia (lectura mecànica), de la d'entendre la cosa llegida (comprensió lectora) i parlen, per tant, d'analfabets funcionals respecte a aquells que només poden accedir al primer tipus de lectura. L'aprenentatge correcte de la lectura per evitar aquest analfabetisme és un dels fins de l'educació primària.

## El procés lector

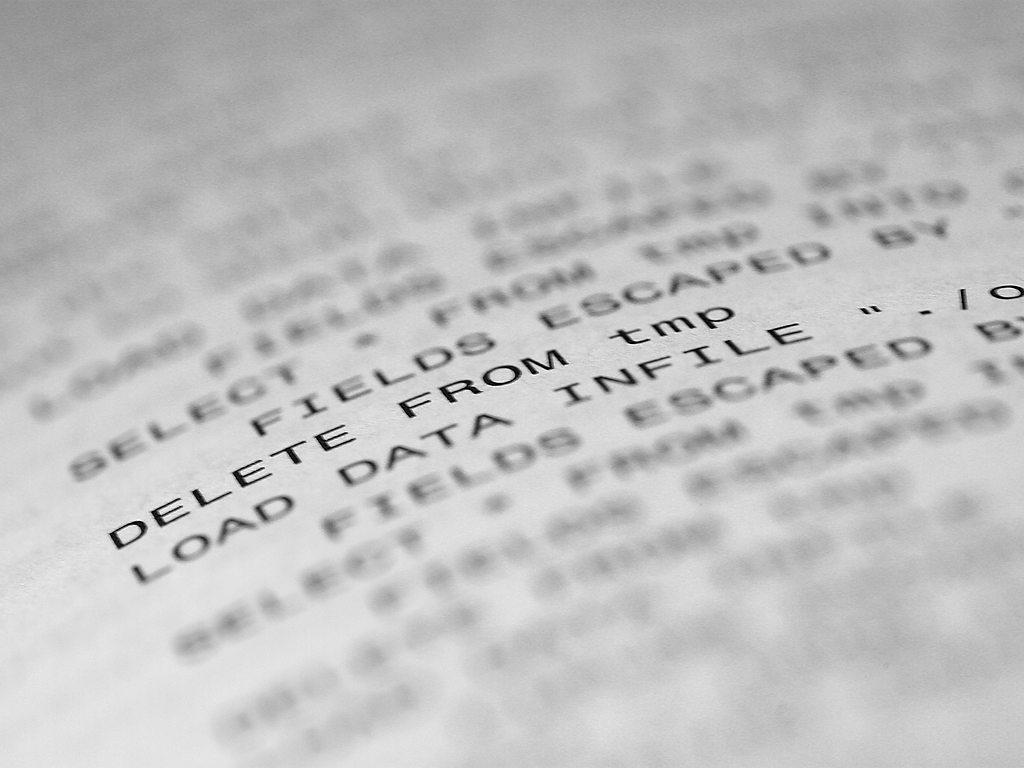
La vista es fixa en una porció de text

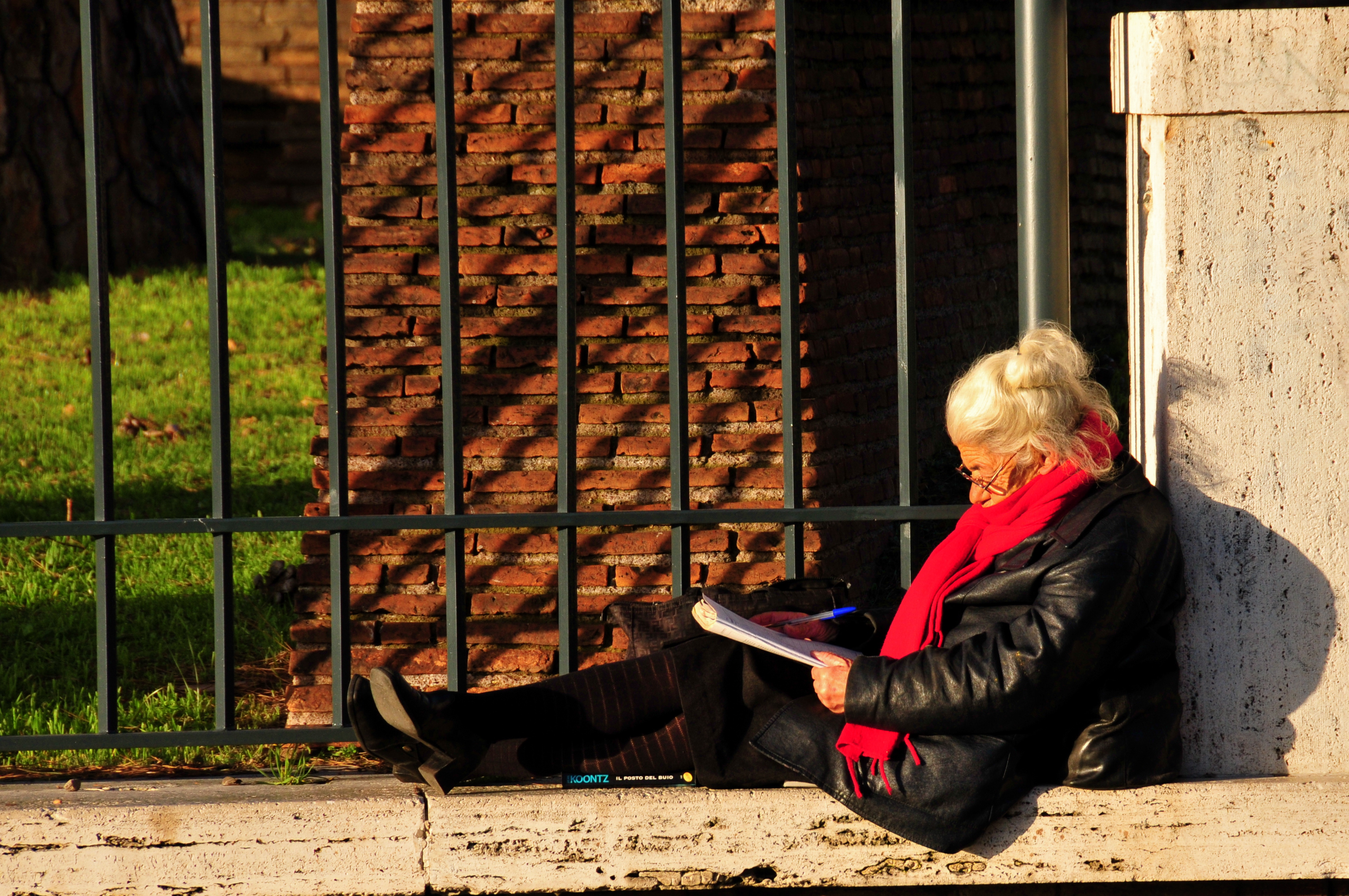
A algunes persones els agrada subratllar i fer anotacions mentre llegeixent, tant si és per motiu d'estudi o feina com d'oci.

Llegir suposa un procés complex en què diversos components mentals intervenen alhora. En primer lloc, suposa percebre correctament els estímuls gràfics, siguin les lletres de l'alfabet o els caràcters d'altres sistemes d'escriptura. Després implica associar aquestes grafies a un so o conjunt de sons per accedir al nivell fonològic de la paraula (es pot oralitzar posteriorment o usar aquesta informació internament, en la lectura silenciosa). Aquesta informació permet desxifrar la paraula però no comprendre-la, ja que cal trobar un mot similar al cervell, activant les pistes morfosintàctiques, contextuals i el coneixement previ per tal d'identificar-la. Una vegada que s'ha entès la paraula, cal extrapolar aquest significat a la frase i al text particular, perquè pot estar, per exemple, en sentit figurat. Quan és clar el sentit de l'oració es lliga amb la informació precedent del text per accedir a la seva idea general. Tots aquests nivells actuen de forma simultània, perquè el traspàs de dades entre ells permet fer inferències de sentit i accelerar la lectura global.
La visualització de les lletres o signes ocupa la major part del temps de lectura. Els lectors experts minimitzen aquest temps de dues maneres: d'una banda, amplien el camp visual (el que s'anomena zona foveal) per veure d'un sol cop d'ull diverses lletres (alhora que actuen entre elles com a pistes d'identificació) i d'altra banda, es fixen en la part superior de la línia d'escriptura, on es concentra la major part de la informació sobre la forma de les lletres. El temps ordinari de fixació és de 250 mil·lisegons per paraula. Els ulls, però, efectuen moviments constants d'endavant cap endarrere per aprofitar el context i d'aquesta manera no llegir totes les paraules plenament i omplir les llacunes amb hipòtesis de sentit. Aquestes hipòtesis expliquen que un error de tipografia pugui passar desapercebut, perquè el cervell corregeix la paraula segons la seva hipòtesi de les lletres que haurien de ser-hi i no "veu" realment l'error.
La informació visual s'emmagatzema a la memòria sensorial, que reté un màxim de tres paraules per ajudar al reconeixement de les veïnes (en un increment del 10%). Aquesta informació passa després a la memòria a curt termini, que és la que pot lligar les diferents parts dels mots i construir oracions amb sentit (la memòria humana és modular i en cada cas s'activen uns mecanismes concrets).
Quan s'ha pogut associar les grafies als sons que les representen i es tenen les paraules, s'activen els mecanismes de comprensió. La ment busca paraules que corresponguin a aquella forma per dues vies, la fonològica i la semàntica (ajudant-se del context). Un lector experimentat usa més la segona, perquè és més ràpida i per tant, dedica més temps de lectura (fins al 80%) a les paraules significatives, les que permetran deduir les altres properes. Això implica posar en joc coneixements morfològics (es llegeixen amb menys atenció paraules merament gramaticals com els determinants) i sintàctics (es fixa l'atenció en els complements essencials o en l'estructura global de l'oració).
Segons Isabel Solé (1987), es pot entendre que llegir és el procés mitjançant el qual es comprèn el text escrit. És important destacar el terme "comprensió" perquè moltes propostes didàctiques es basen en aquest concepte. Tot i que avui sembla obvi que llegir vol dir comprendre, no sempre ha estat així, i encara ara molta gent alfabetitzada relaciona el fet de llegir amb l'habilitat de descodificar més que no pas amb la de comprendre. Així, la concepció de lectura com a comprensió del text escrit implica el següent:
- Llegir és un procés actiu i interactiu, perquè qui llegeix ha de construir el significat del text. En aquest intercanvi interaccionen els coneixements previs del lector, la intenció amb la qual llegeix i el significat que l'autor del text va voler donar-li.
- Llegir és aconseguir un objectiu, ja que sempre llegim per algun motiu, amb alguna finalitat.
- Llegir és implicar-se en un procés de predicció i inferència contínua. La persona que llegeix formula una hipòtesi sobre el significat del text que llegirà i també de les seves parts mentre va llegint, a partir d'algun element del text i en funció dels seus coneixements previs, interessos i propòsits. A mesura que el lector va llegint, verifica o refuta la hipòtesi inicial i alhora elabora noves hipòtesis per poder seguir llegint.
No hi ha un model uniforme per explicar com la ment pot accedir a les paraules emmagatzemades. El model de Foster apunta que el cervell actua com un escànner, intentant ajustar el patró fonètic a totes les paraules conegudes, descartant les que no encaixen (fet que explicaria perquè a vegades es llegeix erròniament una paraula posant al seu lloc una altra propera fonèticament). Morton apunta al logogen, un concepte que implica activar només el mot que encaixa, deixant en repòs la resta. La majoria d'estudiosos creuen que actua un model mixt, pel qual es posen en alerta les parts del lèxic que encaixen i la ment selecciona la més probable, després la verifica quan accedeix al contingut semàntic que conté aquella paraula i comprova si encaixa amb la frase que s'està llegint.
En tot cas, en reconèixer la paraula s'usa tot el coneixement associat (en categories mentals, segons la lingüística cognitiva) per accedir al significat del text. Per aquest motiu, les paraules desconegudes dificulten la comprensió, ja que no es pot activar un esquema mental que actuï com a guia d'interpretació. Igualment, un tema poc proper (i en conseqüència, amb menys coneixement associat als seus termes clau) dificulta la lectura.

## Tipus de lectura

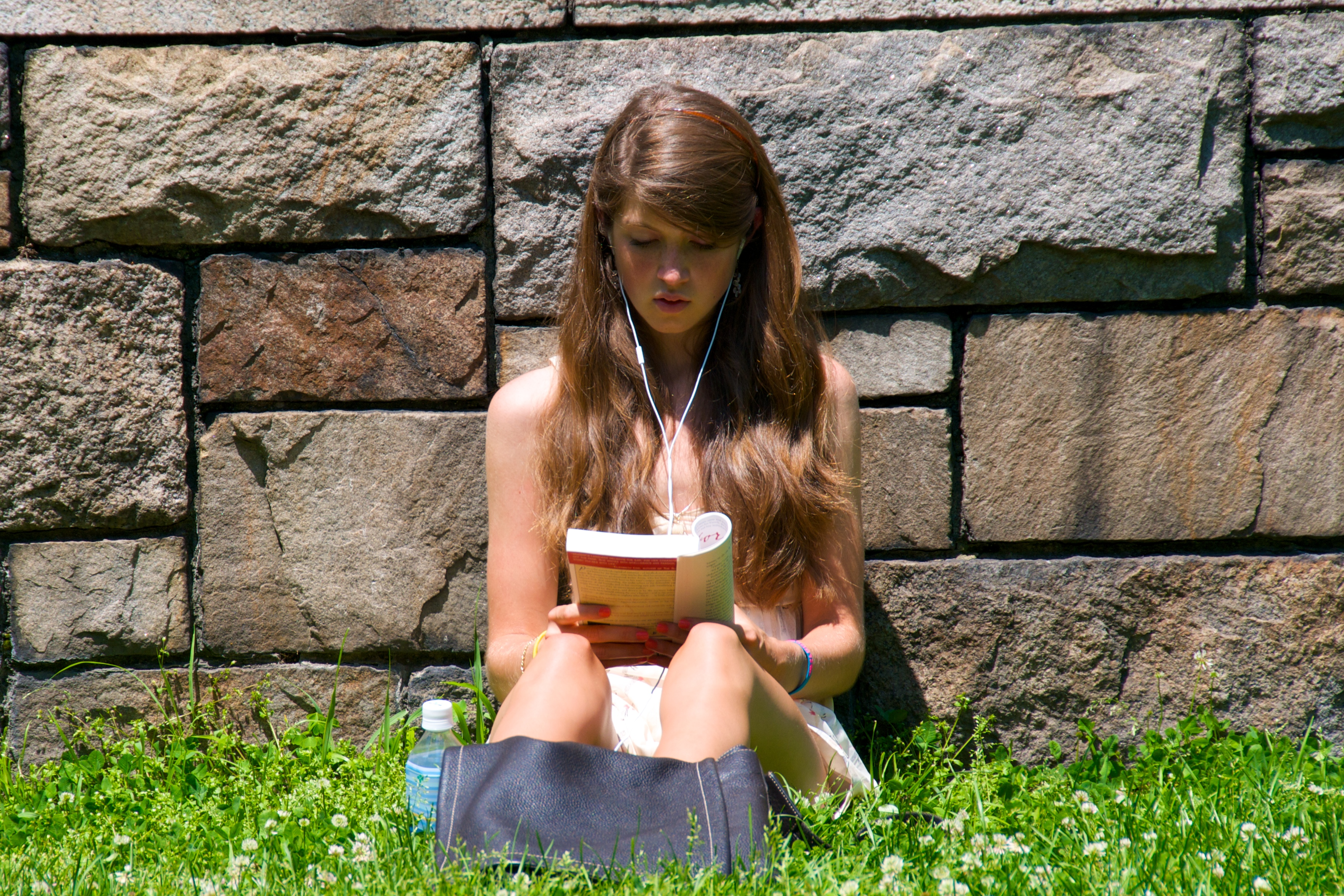
Lectura atenta

No totes les lectures són iguals, depenen del propòsit d'acostar-se a un text escrit. Se'n distingeixen dos tipus fonamentals: el de la lectura per skimming i el de la lectura atenta o intensiva. El primer només vol obtenir una dada concreta o entendre la idea general del text, el missatge que transmet; mentre que la segona serveix per gaudir d'un text, corregir-lo o estudiar-lo.
Per exemple, per localitzar un telèfon en una llista, o comprovar el nom d'un personatge en un text ja llegit, s'usa la lectura ràpida, que arriba a les 700 paraules per minut de mitjana, de la mateixa manera que en un llibre es pot llegir "per sobre" o "en diagonal" una descripció si es té interès per seguir amb l'acció principal. Per contra, en un text dens, com uns apunts o un poema, s'alenteix el ritme usual, que està al voltant de les dues-centes paraules per minut.

## Efectes de la lectura

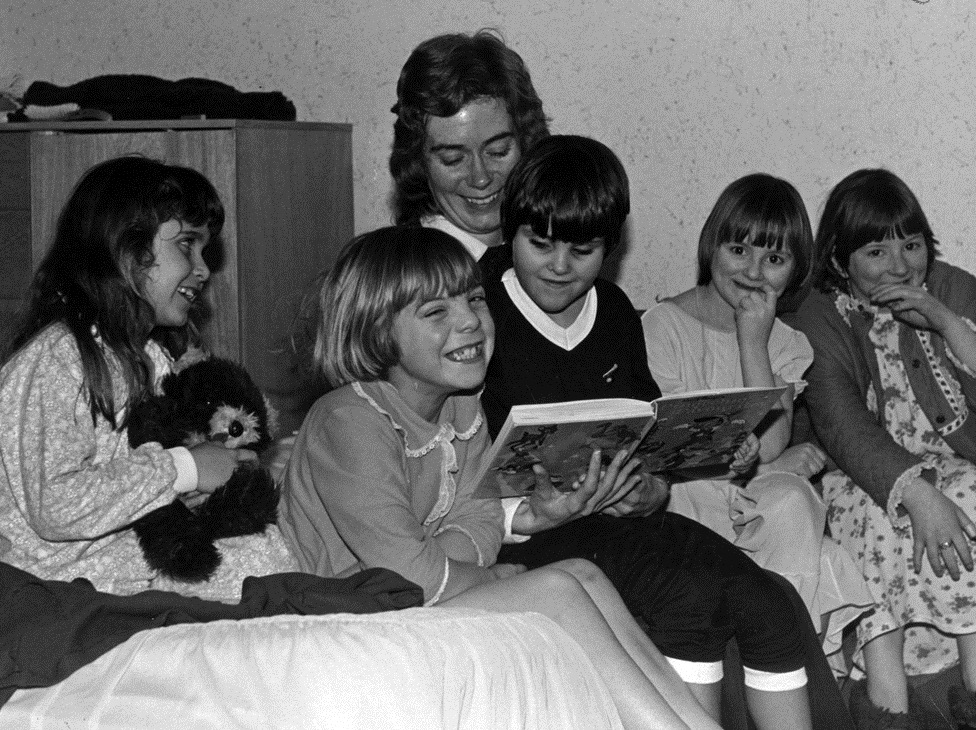
Llegint un conte abans d'anar a dormir

Els efectes positius de la lectura semblen superar les possibles crítiques. Llegir augmenta el vocabulari personal, fet que permet expressar-se millor i comprendre missatges més complexos (determinades paraules només apareixen per escrit, pel seu grau de formalitat o pel tema que designen). Llegir una mitjana de mitja hora durant l'escolarització augmenta el vocabulari d'un infant en més de 700 paraules cada any.
El text escrit permet escriure amb frases més llargues i d'estructures complexes, ja que es recolza en la memòria visual (de més abast que l'acústica) i permet tornar enrere si s'ha perdut informació, per la qual cosa la informació més elevada o amb un grau d'abstracció considerable es transmet millor per escrit.
La lectura incideix decisivament en l'èxit escolar, com proven diferents estudis fets des de la teoria del hàndicap lingüístic de Bernstein el 1970. El domini de la varietat lèxica estàndard ajuda a evitar el fracàs escolar, així com els coneixements adquirits en la lectura serveixen com a marc d'interpretació per a futures lectures.
Aquesta contribució a la millora acadèmica no ve tan sols donada pel contingut de les obres, sinó per l'acte mateix de llegir. La lectura implica una estona de reflexió més activa que davant d'altres estímuls (com una pel·lícula), estar en silenci i amb concentració. Els adolescents que llegeixen més, treuen més bones notes tant pel que aprenen com pel tipus de lleure que prefereixen; hi ha una correlació directa entre estones passades llegint i qualificacions escolars. La lectura, a més a més, contribueix a la cultura general i ajuda a resoldre més fàcilment els tests psicotècnics.
Llegir en veu alta als nens entre els 0 i els 5 anys aporta beneficis cap a aquests en el desenvolupament de la seua intel·ligència emocional, segons un estudi fet amb una mostra de 675 famílies.
La lectura de textos que no són de ficció respecte a la lectura de textos de ficció són llegits més ràpidament i recorden millor les situacions descrites. Altrament, la lectura de textos de ficció millora la memòria d'expressions i formulacions exactes de paraules. Una investigació trobà que la conducta de lectura no canviava respecte si se sap que allò que es llig és ficció o no, suggerint que allò que condiciona la conducta lectura són les expectatives respecte allò llegit. També confirmà que la perspectiva narrativa (si és en primera persona o en tercera) és un factor que influeix els aspectes de l'experiència lectora i la perspectiva que es pren.

## Història

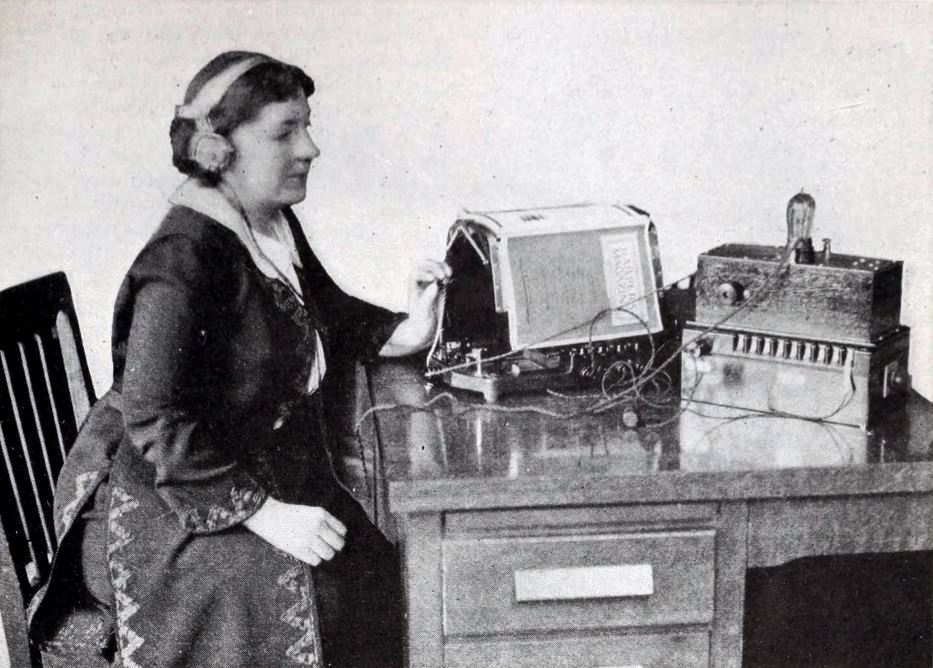
L'octòfon era una màquina de lectura per a cecs que es feia servir als inicis del segle XX

La història de la lectura va lligada a la del llibre i els suports anteriors, així com a l'evolució de l'escriptura. Els primers textos sobre tauletes o pergamins no permetien una lectura completa pel volum que suposaven; per consegüent, van afavorir la memorització oral per tal de restituir el sentit. Fins al segle x, les paraules s'escrivien totes juntes i per tant, per entendre-les calia oralitzar-les sempre, sent el ritme de lectura més lent (cèlebre és l'anècdota on Agustí d'Hipona admira el seu mestre Sant Ambròs justament perquè pot llegir en veu baixa).
La impremta va afavorir la difusió del llibre, perquè era menys costós fer-ne còpies i la lectura va arribar a més població. La il·lustració, amb el seu afany educador, va començar a proposar l'educació pública per tal que l'analfabetisme es reduís (fins aleshores només sabien llegir les classes benestants). Amb la revolució industrial, els llibres -fets de cel·lulosa- i la premsa diària van fer-se comuns entre els països desenvolupats. La lectura va arribar llavors a dones, nens i classes baixes, com proven els discursos moralistes sobre el perill que comportaven les novel·les per a aquests sectors socials, ben retratats al romanticisme. Hi va influir també la millora en la il·luminació gràcies a l'electricitat, que permetia ampliar els llos i hores on es podia llegir.
Les crítiques contra la lectura, però, daten d'antic. Ja Plató distingia entre la saviesa oral o esotèrica -transmesa només de mestre a deixeble i com a part d'un procés de maduració- de l'escrita, que és fixa i per tant, no permet la rectificació, alhora que per ser accessible a tothom ha de deixar fora el coneixement secret o més elevat. Aquestes queixes, unides a l'alarma per la pèrdua de la memòria, han estat constants al llarg de la història però no han deturat l'avanç de la lectura.
Al segle xx la major part de la informació es transmetia per escrit, especialment l'acadèmica. Aleshores van proliferar les tècniques de lectura ràpida o eficaç, destinades a estalviar temps i poder llegir més (unit a l'auge de la indústria editorial, que multiplicava exponencialment els títols disponibles al mercat), com el Photoreading.

## Dificultats en la lectura

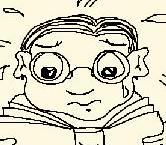
Problemes en la lectura

Cal distingir les dificultats de lectura lligades a una comprensió dolenta (sovint originades pel baix hàbit del lector o per les causes socials), de les que provenen d'un mal aprenentatge de l'idioma, i les que suposen dificultats provinents de les facultats mentals. Dins d'aquest darrer tipus, la més freqüent és la dislèxia, amb les seves variants (disortografia, disgrafia…), que es basa en la confusió de sons i grafies.
Una altra dificultat és la hiperlèxia, pròpia de persones amb autisme, que són capaces de llegir a gran velocitat però sense arribar a comprendre res per problemes amb l'accés al mòdul semàntic del cervell. Relacionat amb aquest trastorn, es troba la síndrome Irlen o estrès visual (controvertida), que està associada amb problemes per integrar la informació parcial (com el traç de les lletres) amb la global.
L'alèxia és la pèrdua de la capacitat de lectura adquirida prèviament, per exemple a causa d'una malaltia degenerativa o d'un accident.
Afeccions com el TDAH o d'altres poden afectar la lectura, donat que impliquen conseqüències sobre la conducta i tot pensament mental.

## Hàbits de lectura

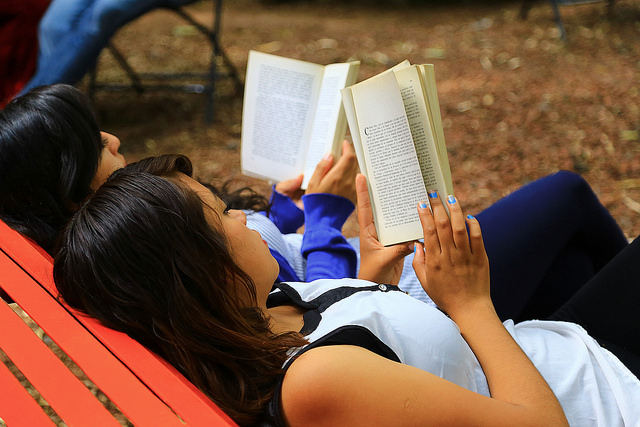
La lectura és també una activitat d'oci

Segons un informe del 2010 de la Cambra de Comerç, un 39,4% dels catalans no llegeix cap llibre durant l'any, en oposició al 60,6% que llegeix un o més llibres. La mitjana de lectura se situa en 4,1 llibres a l'any, i la llengua de preferència entre els catalanoparlants és el català en un 50,1%, el castellà en el 49% i altres llengües, el 2,9%.
Els hàbits de lectura al País Valencià han augmentat un 9% des del 2010 fins al 2018 i lligen mínim una vegada cada tres mesos un 68,3 %.